# Ashes to Ashes
Ashes to Ashes – piosenka Davida Bowiego z albumu Scary Monsters (and Super Creeps) wydanego w 1980 roku.

## Tekst
Piosenka rozpoczyna się od słów „Czy pamiętasz jednego gościa, który był w jednej z (moich) pierwszych piosenek”. Jest to nawiązanie do pierwszego hitu Bowiego zatytułowanego „Space Oddity”, w którym pojawiła się postać astronauty majora Toma.
„Ashes…” opowiada dalszą część historii Toma, okazuje się, że nie zaginął on jak wcześniej podejrzewano, ale ciągle żyje i jak sam twierdzi „jestem szczęśliwy, mam nadzieję, że wy też jesteście szczęśliwi”. Utwór najczęściej jest interpretowany jako opis wygranej przez Bowiego walki z nałogiem narkotykowym, podobnie jak wiele innych jego piosenek, w których można doszukać się elementów autobiograficznych.

## Listy przebojów
Utwór ten dotarł na pierwsze miejsce brytyjskiej listy przebojów UK Singles Chart.

## Teledysk
Wideoklip do tej piosenki jest jednym z najbardziej oryginalnych i interesujących teledysków, które kiedykolwiek powstały. Jest to także jedna z pierwszych „artystycznych” produkcji, gdzie przedstawione obrazy i sytuacje nie ilustrowały dosłownie muzyki, lub po prostu nie były zapisem koncertu.

## Inne wersje
Piosenka stała się inspiracją dla dwóch innych piosenek napisanych i nagranych przez dwóch różnych wykonawców. W 1983 niemiecki piosenkarz Peter Schilling nagrał piosenkę „Major Tom (I’m Coming Home)” opowiadającą o powrocie do domu majora Toma. Natomiast kanadyjski muzyk i artysta plastyk K.I.A. nagrał utwór pt. „Mrs. Major Tom” – w tym przypadku była to historia powrotu Toma, opowiadana z punktu widzenia jego żony.